# Nadace Dobrý anděl
Nadace Dobrý anděl pomáhá rodinám s dětmi, které se vlivem vážné nemoci dostaly do těžké situace. Nadaci založili 8. listopadu 2011 podle slovenského vzoru – Nadace Dobrý anjel – podnikatelé Petr Sýkora a Jan Černý poté, co v roce 2006 prodali svou společnost Papirius. Ke spoluzakladatelům patří také exprezident Slovenské republiky a bývalý podnikatel Andrej Kiska.
Dárci organizace - Dobří andělé - mohou přispívat pomocí trvalých nebo běžných platebních příkazů na účet č. 8001008/5500, kde jako variabilní symbol zadají svoje Andělské číslo, které získají ihned po registraci do systému. Vždy první den v měsíci nadace rovnoměrně rozdělí všechny finanční prostředky přijaté v předchozím měsíci a ještě ten den je pošle potřebným rodinám.
Cílem Systému DOBRÝ ANDĚL je, aby rodiny nemocných dostávaly pravidelnou měsíční finanční pomoc v řádu několika tisíc korun. Z ní hradí výdaje spojené s léčbou nebo běžný chod domácnosti. Jakmile se objeví v rodině vážná nemoc, často ji doprovází přerušení zaměstnání jednoho z rodičů. Rodině se tak téměř ze dne na den mění finanční situace.[zdroj⁠?!]
Každý měsíc žádá o pomoc nadaci průměrně 100 nových rodin, které zasáhla vážná nemoc. Aktuální počet dárců a rodin, mezi které se rozdělují příspěvky lze najít na stránkách nadace.
O pomoc mohou zažádat rodiny s nezaopatřenými dětmi, ve kterých má rodič nebo dítě vážné onemocnění. Jedná se například o svalovou dystrofii Duchenne, svalovou atrofii, ALS, nemoc motýlích křídel, chronická střevní onemocnění, selhání orgánů, roztroušenou sklerózu nebo závažné metabolické poruchy. Dárci, Dobří andělé, mohou pomoci i rodinám, které se potýkají i s jinými závažnými zdravotními problémy. Pro přijetí do systému pomoci je třeba vždy potvrzení ošetřujícího lékaře a splnění podmínek daných nadací.
Délka pomoci se odvíjí od typu onemocnění a toho, zda rodina stále splňuje podmínky poskytování pomoci. U onkologického onemocnění se jedná o 2 roky u dětských a 3 roky u dospělých pacientů, pomoc je možné prodloužit v případě přetrvávajících komplikací léčby. U jiných vážných onemocnění Dobří andělé pomáhají rodinám zpravidla do 18,5 let věku dětského pacienta, u dospělých po dobu splňování podmínek pomoci.

## Pilíře Dobrého anděla
- Do posledního haléře - Všechny finanční příspěvky, které do Systému od Dobrých andělů přijdou v daném měsíci, jsou vždy první pracovní den následujícího měsíce odeslány potřebným rodinám. Veškeré provozní náklady nadace jsou hrazeny ze soukromých financí jejích zakladatelů a dalších filantropů.[6] Podnikatelé Sýkora a Černý věnovali na rozvoj a provoz nadace dohromady 25 milionů korun.[7]
- Víte, komu pomáháte - Každý dárce - Dobrý anděl - získá při registraci automaticky přístup na svůj Andělský účet, kde si může kdykoliv najít, komu jeho konkrétní příspěvek pomohl, a přečíst si životní příběh rodin, kterým pomáhá.
- Pomáháte pravidelně - Léčba závažných onemocnění je dlouhodobá. Rodiny příjemců tak potřebují pravidelnou pomoc Dobrých andělů, která jim pomáhá pokrýt jak výdaje s léčbou spojené, tak pokles příjmů.